# Derry Scherhant
Derry Lionel Scherhant (* 10. November 2002 in Berlin) ist ein deutscher Fußballspieler, der aktuell beim Sport-Club Freiburg unter Vertrag steht.

## Karriere
Derry Scherhant spielte in der Jugend für den FC Viktoria 1889 Berlin, Tennis Borussia Berlin und den Berliner Sport-Club, von wo er 2020 in den Nachwuchsbereich von Hertha BSC wechselte. Im Sommer 2021 wurde er in Herthas zweite Mannschaft befördert. Dort gelangen ihm in seiner ersten Regionalliga-Saison in 34 Partien 16 Tore, wovon er allein 14 in der Rückrunde erzielte.
Aufgrund der starken Leistungen erhielt Derry Scherhant zur Saison 2022/23 einen Profi-Vertrag in der ersten Mannschaft.
Seinen ersten Pflichtspieleinsatz in der Bundesliga bestritt er am 13. August 2022 gegen Eintracht Frankfurt, als er in der 58. Spielminute für Chidera Ejuke eingewechselt wurde. Sein Startelf-Debüt feierte Scherhant am 21. Januar 2023 bei der 1:3-Niederlage gegen den VfL Bochum. Am 10. Februar 2023 erzielte er beim 4:1-Sieg im Heimspiel gegen Borussia Mönchengladbach mit dem Treffer zum 3:1 in der Nachspielzeit sein erstes Bundesligator. Bis zum Ende der Saison kam Scherhant auf 10 Einsätze und stieg mit Hertha in die 2. Liga ab. Im Sommer 2023 verlängerte er seinen Vertrag in Berlin bis 2027. Im Sommer 2025 wechselte er zum SC Freiburg.